# Toi
Toi – miejscowość w Niue (terytorium stowarzyszone z Nową Zelandią). Według danych ze spisu ludności w 2011 roku liczyła 23 mieszkańców – 15 kobiet i 8 mężczyzn. Jedenasta co do wielkości miejscowość kraju.